# Мускаридин
Мускариди́н (лат. Muscaridinum) — алкалоид, содержащийся в грибах. Название происходит от латинского названия красного мухомора. При отравлении ядом наблюдаются желудочно-кишечные расстройства, рвота, повышенное потоотделение, нарушение дыхания,тахикардия, бред, судороги. Симптомы проявляются через несколько часов.